# روي كج
 روی كج  بالفارسية (روی گچ)، وتعني أعلى الجبل، قرية جبلية صغيرة تتبع لـالبلدة المركزية (بالفارسية: بخش مركزى ) من توابع مدينة بستك وتقع في محافظة هرمزگان في جنوب إيران.

## السكان
يبلغ عدد سكان هذه القرية حسب تعداد السكان لعام 2006 للميلاد، (53) نسمه تشكل (12 عائلة)، من أهل السنة والجماعة وعلى المذهب الشافعي. يتكلون الفارسية باللهجة المحلية.

## مهنة السكان
يمتهنون السكان بمهنة تربية المواشي والأغنام، والجمال. بالإضافة إلى تربية المواشي والجمال كذلك يستفيدون من أشجار الجبال المحيطة بهم لجلب الحطب وكذلك الأعشاب الطبية الموجودة على سفح الجبل وبيعها في القرى المجاورة لهم.

## وصلات خارجية
- التقسيمات الإدارية لمحافظة هرمزگان